# Alcher
Alcher est un moine cistercien de Clairvaux, au XIIe siècle. Probablement entré sous saint Bernard (✝1153), il y vit jusque sous l'abbé Geoffroy d'Auxerre (1162-1165). Les rares détails sur lui sont connus par des écrits à lui adressés, de Pierre de Celle (De conscientia) et d'Isaac de l'Étoile (De anima).
On lui a faussement attribué le traité pseudo-augustinien De spiritu et anima.